# IC 4307
IC 4307 — спиральная галактика типа S0 в созвездии Волопас. Поверхностная яркость — 13,2 mag/arcmin². Этот объект входит в число перечисленных в оригинальной редакции «Нового общего каталога».